# La amazona (Karl Briullov)
La amazona (en ruso: Всадница, romanizado: Vsádnitsa) es una pintura del artista ruso Karl Briulov (1799-1852), realizada en 1832. Se conserva en la Galería Tretiakov de Moscú (inv. 212). El tamaño del lienzo es 291,5 × 206 cm (según otras fuentes, 293 × 209,8 cm).
La pintura fue realizada en Milán por orden de la condesa Julia Samoilova. En el mismo 1832, el lienzo se exhibió en la Academia de Bellas Artes de Brera de Milán, donde fue muy apreciado por los espectadores y críticos. En sus comentarios, los italianos compararon a Briulov con Peter Paul Rubens y Anton van Dyck y escribieron que todavía no han visto «un retrato ecuestre concebido y ejecutado con tal arte».
Después de esto, el lienzo permaneció en la colección de Julia Samoilova, y durante casi cuarenta años casi nada se supo al respecto. En 1872, tres años antes de la muerte de Samoilova en bancarrota, se organizó una venta de su propiedad en París. En la subasta La amazona  fue comprada por uno de los comisionados presentes, luego el lienzo pasó a la sociedad de San Petersburgo por una hipoteca de bienes muebles, y desde allí en 1893 fue comprado por Pável Tretiakov.
Durante mucho tiempo se creyó que la pintura misma era un retrato de Julia Samoilova. Posteriormente, los historiadores del arte llegaron a la conclusión de que la joven Giovannina Samoilova fue retratada como amazona, y Amacilia, la hija del compositor Giovanni Pacini e hija adoptiva de Samoilova, sirvió de modelo para la niña.
La crítica de arte Olga Liaskovskaïa, escribió que la creación de La amazona fue «un importante paso adelante en el éxito de las nuevas tareas establecidas por el artista».  Según la historiadora de arte Magdalena Rakova, La amazona es un «ejemplo típico de una imagen de retrato», en el que todo se «concibe como la apoteosis de la belleza y la juventud alegre, como la serenidad de la sensación de vida, y todo esto está encerrado en dos personajes: una amazona joven y una pequeña  niña».

## Historia
Después de graduarse en la Academia Imperial de las Artes en 1821 y recibir la gran medalla de oro, en 1822 Karl Briulov se fue de viaje al extranjero. Junto con él estaba su hermano, el arquitecto Aleksandr Briulov, como pensionistas de la Sociedad para el Fomento de los Artistas, los hermanos primero visitaron Alemania y luego, en 1823, llegaron a Italia, donde se establecieron en Roma.
En los primeros años de su estancia en Italia, Karl Briulov trabajó en escenas de género de la vida italiana, creando lienzos como Mañana italiana (1823), Mediodía italiano (1827) y Una joven cosechando uvas en las afueras de Nápoles (1827). De 1825 a 1828, a pedido de la embajada rusa en Roma, trabajó en una copia de la obra La escuela de Atenas de Rafael Sanzio. En 1827, Karl Briulov visitó las excavaciones de Pompeya, donde se le ocurrió la idea de pintar un cuadro dedicado a la catástrofe sufrida por esta ciudad. Desde 1827 trabajó en bocetos y estudios, y en 1830 comenzó a crear la versión final del gran lienzo de figuras múltiples El último día de Pompeya, cuyo trabajo continuó hasta 1833.

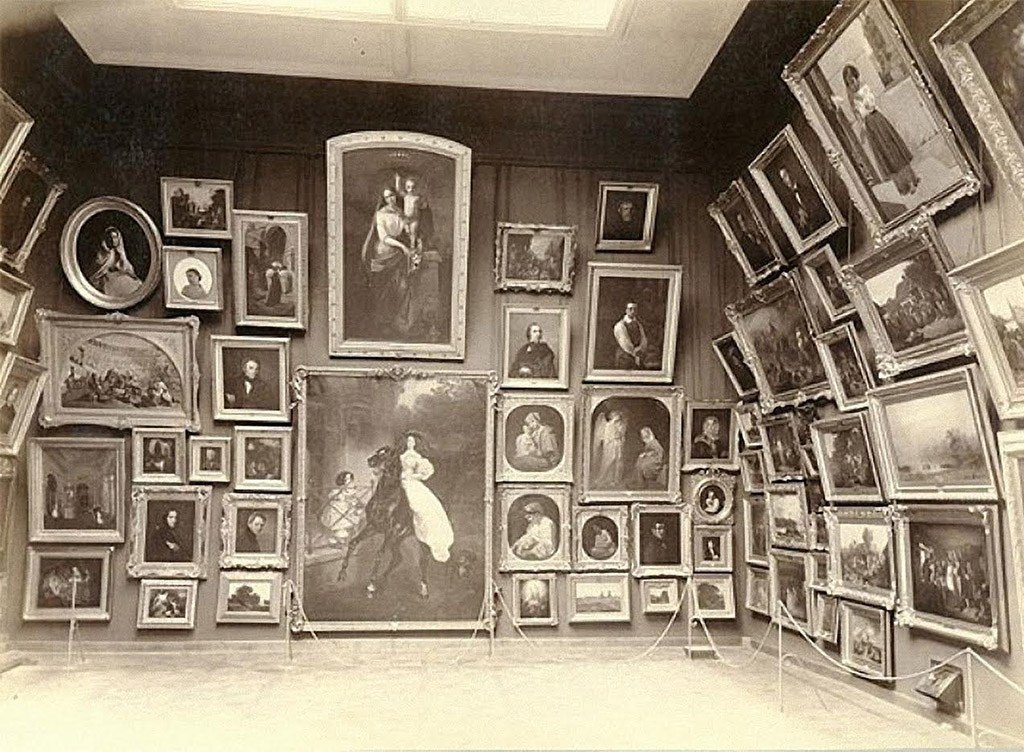
La amazona y otras pinturas en la exposición de la Galería Tretiakov, (foto de Karl Fischer, 1898)

En 1827, en Roma, Briulov conoció a la condesa Julia Samoilova, esto sucedió en el salón de arte de la princesa Zinaida Volkonskaya. Posteriormente, Samoilova y Briulov estuvieron conectados por muchos años con una amistad muy cercana. Fue por orden de Samoilova que se creó la pintura La amazona: Briulov la pintó en Milán el año 1832, cuando todavía estaba trabajando en El último día de Pompeya. En el mismo año, La amazona se exhibió en la Academia de Bellas Artes de Brera en Milán. El lienzo despertó un gran interés, hubo muchos comentarios que fueron recopilados y traducidos por el artista Mikhail Jeleznov, un estudiante de Briulov y su primer biógrafo. En sus comentarios, los italianos compararon al autor de La amazona con Peter Paul Rubens y Anton van Dyck. El escritor y periodista Defendente Sacchi, definió a Briulov como: «un pintor brillante» y afirmó que todavía no había visto «un retrato ecuestre concebido y ejecutado con tal arte». El poeta Felice Romani escribió: «Lo que ciertamente admiramos en este trabajo, que es realmente nuevo para nosotros en términos de género y trama, es la libertad, el coraje y la facilidad en su desempeño».

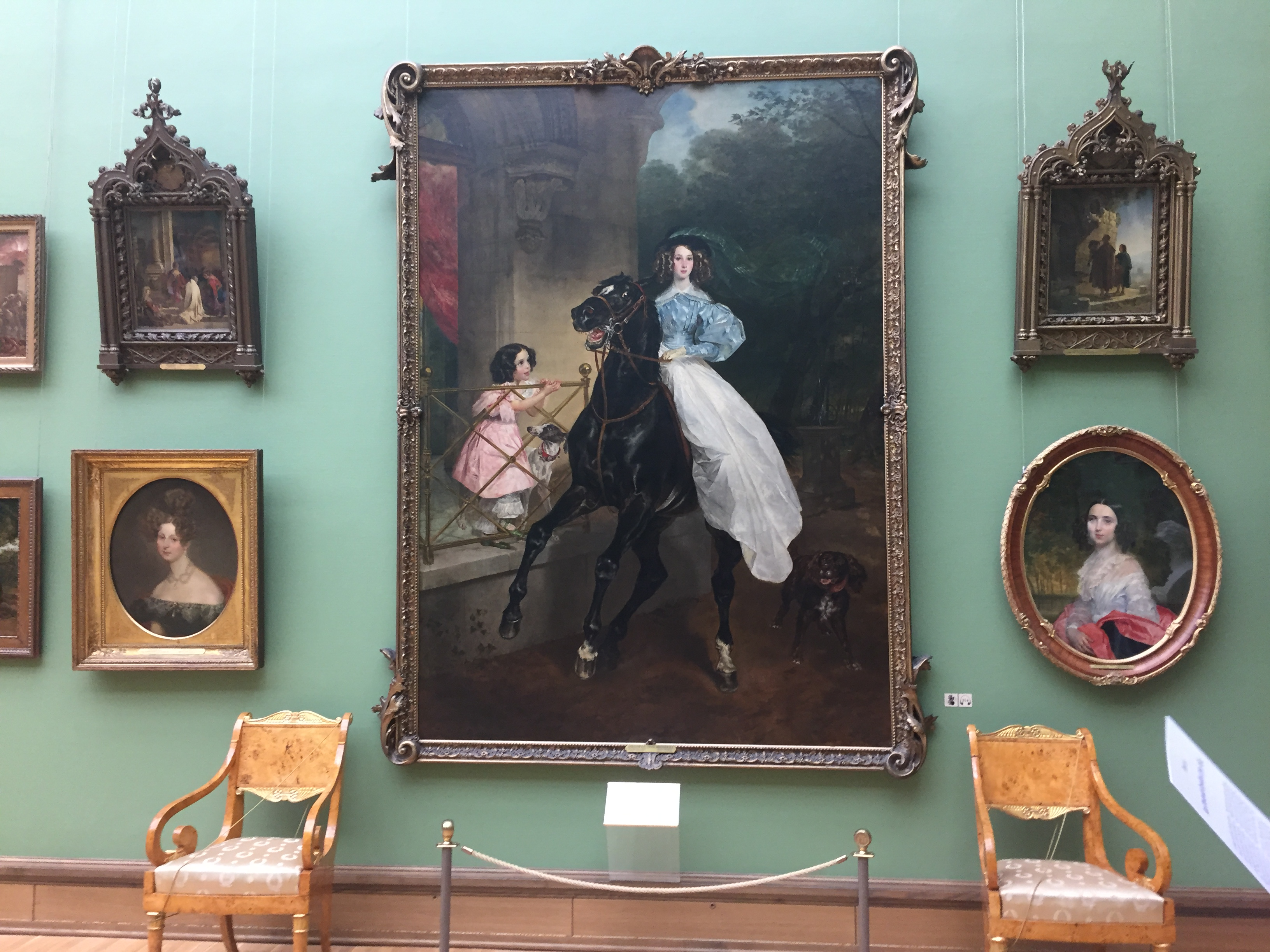
La pintura La amazona en la Galería Tretiakov.

Después de eso, el lienzo estaba en la colección de Julia Samoilova. Aparentemente, adornaba el interior de su villa italiana, algunos contemporáneos, en particular, el poeta Vasili Zhukovski, informaron que fue visto cerca de Samoilova en la sala de estar. Durante casi cuarenta años no se supo nada sobre la pintura. La siguiente mención del lienzo se remonta a 1872, cuando en París tres años antes de la muerte de Samoilova, se organizó la venta de su propiedad. En la subasta, La amazona fue adquirida por el agente J.-F. Dyul quien, además del lienzo de Briulov, también compró una obra de Vladímir Borovikovski. Se rumoreaba que había hecho esto a petición de Pável Tretiakov; algunas fuentes citan el texto de una carta recibida por Tretiakov de una persona desconocida: «El otro día vine de París. Al irme, estaba en la subasta de la condesa Samoilova, donde Dyul supuestamente compró dos pinturas para usted: Briulov por 4050 francos y Borovikovski por 3400 francos. Te estoy notificando como una buena persona, porque sé que Dyul es una persona demasiado comercial». En 1893, la pintura fue adquirida por Tretiakov a través de la Sociedad de San Petersburgo para una hipoteca de bienes muebles, por 2000 rublos.. 
Desde entonces, el lienzo ha seguido siendo parte de la colección Tretiakov. A principios del siglo XXI, la pintura La amazona se exhibe en el pabellón 9 del edificio principal de la Galería Tretiakov en Moscú.

## Descripción

### Tema y composición
El retrato fue realizado por el artista en forma de una escena de género. Una joven, montando un caballo negro, después de un paseo matutino, llega a la terraza abierta de una gran villa. Una niña vestida elegantemente, que salió corriendo de la casa para encontrarse con su amiga mayor, la mira con admiración, aferrada a la barandilla de metal de la terraza. El peludo spaniel ladra, dando vueltas bajo los pies del caballo. La emoción del tema realza el paisaje con árboles inclinados por el viento y nubes que corren ansiosamente por el cielo.
La amazona es representada por el artista como una hermosa joven, y el caballo sirve como «pedestal para su belleza». Un velo largo y curvo crea una especie de halo alrededor de la cabeza de la joven. La amazona está vestida con un elegante traje de moda diseñado para montar. Incluye una falda larga blanca como la nieve y una blusa de seda azul, cuyas mangas son estrechas en los antebrazos, pero se ensanchan a partir del codo. La frágil cintura de la joven se tensa como un ramillete. Un tocado oscuro resalta «la suave ternura de una cara rojiza, rizos elásticos y rubios y ojos azules radiantes».

Fragmentos de la pintura La amazona
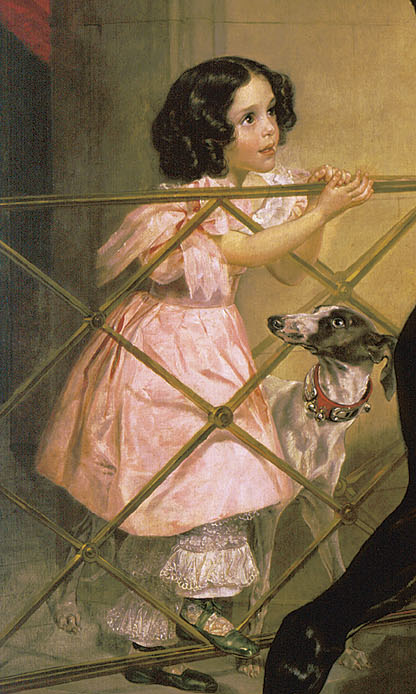
La niña en la barandilla.
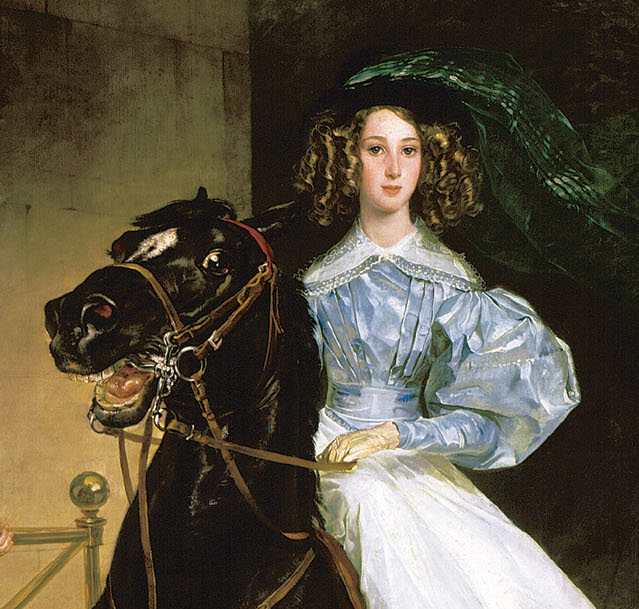
Amazona y caballo.
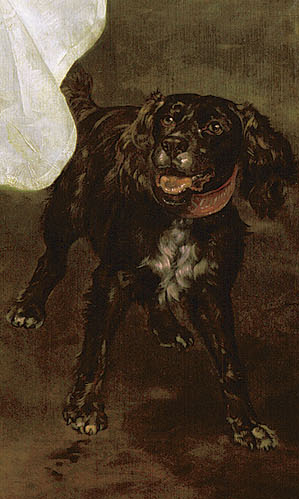
El perro a los pies del caballo.

Una niña de cabello negro en la terraza, está vestida con un vestido rosa, pantalones de encaje y zapatos verdes. Sus labios se separan con admiración, sus ojos marrones están llenos de emociones y el gesto de sus manos se asemeja a los aplausos. Al lado de la niña está un lebrel italiano: en Italia, estos perros fueron considerados «un atributo indispensable de las familias aristocráticas ricas».
El caballo negro representado en la pintura causó admiración entre los visitantes de la exposición de 1832. Uno de los críticos escribió: «Aunque se podría pensar que la pintura está destinada a preservar los rasgos de los rostros de dos niñas a una edad tan temprana, cuando cambian tan a menudo, pero el caballo, que ocupa la mayor parte del espacio de la pintura, atrae casi exclusivamente la atención del público, y tal vez no sería atrevido decir que el pintor también lo prefirió a todo el resto y concentró su conocimiento y esfuerzo en él». Se supone que el caballo pertenecía a la raza rusa de «caballos de Orlovskaya», criados en la ganadería ecuestre por el conde Alexei Orlov-Chesmenski.

### Modelos
En los primeros años después de que la pintura ingresara en la colección de la Galería Tretiakov, apareció en inventarios y catálogos con el nombre de La amazona. Sin embargo, a partir de 1909, su nombre fue reemplazado por Retrato de la condesa Julia Pavlovna Samoilova —este nombre se usó entre 1909-1916—. Una de las razones por las que comenzaron a considerar la pintura como un retrato de Samoilova fue la inscripción «Samoylo ...», hecha por el artista en el collar del perro que se encuentra al lado del caballo.
En una monografía publicada en 1940 sobre el trabajo de Briulov, la historiadora del arte Olga Liaskovskaïa realizó un análisis comparativo de la imagen de una amazona con las imágenes femeninas en Retrato de la condesa Samoilova con Giovannina Pacini y un niño negro (1834, Hillwood, Washington), así como boceto Retrato de Giovannina (1832, óleo), almacenado en el Museo de Arte Ruso de Kiev. Con base en esta comparación, Lyaskovskaya llegó a la conclusión de que Giovannina era la modelo para la amazona: según ella, «una bella desconocida es la misma adolescente que, tal vez, se puso de largo en La Amazona por primera vez y hace alarde de un caballo frente a espectadores invisibles». Posteriormente, la crítica de arte Esther Atsarkina expresó la opinión de que el bosquejo Retrato de Giovannina no fue pintado por el propio Briulov, sino por uno de sus alumnos que hizo una copia de un gran retrato.

Fragmentos de diversos retratos de la condesa Samoilova y sus hijas adoptivas Giovanina y Amazilia
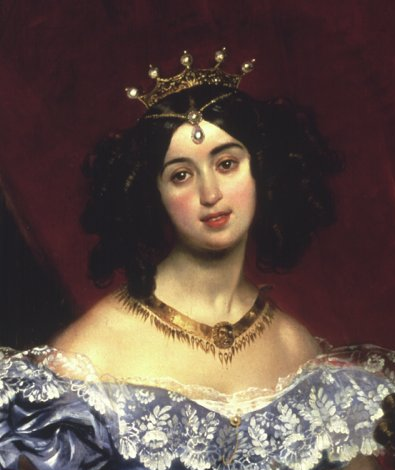
Detalle de la condesa Samoilova.
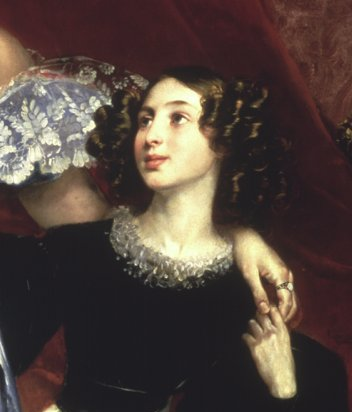
Detalle de Giovannina.
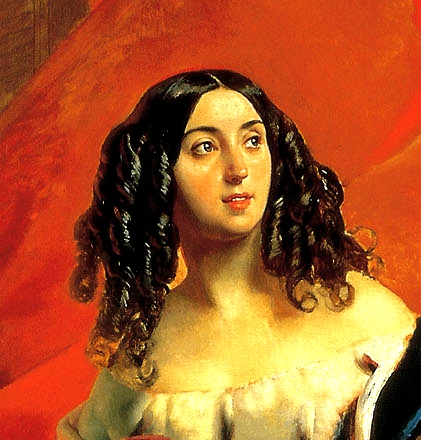
Detalle de la condesa Samoilova.
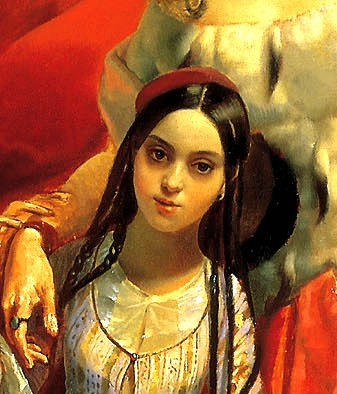
Detalle de Amazilia.

En un libro de 1956 sobre retratos de Briulov, la crítica de arte Magdalena Rakova sugirió que la joven representada en la pintura La amazona es otra hija adoptiva de la condesa Samoilova, Amacilia Pacini. Esta suposición se basó en una comparación con el Retrato de la condesa Samoilova, retirándose del baile con su hija adoptiva Amacilia Pacini —alrededor de 1842, Museo Estatal Ruso—. Según Rakova, entre la niña en la imagen "La amazona" y Amacilia en el retrato del Museo ruso «hay un parecido indudable en las líneas del óvalo de la cara, en forma de cuencas de los ojos, cejas y en el patrón de los labios», y «la diferencia de edad entre ellas bien se puede calcular esos siete u ocho años que separan el segundo retrato del primero». Esta conclusión fue confirmada en una monografía de 1963 por Esther Atsarkina.
Tanto Giovannina como Amacilia fueron adoptadas para su educación de la condesa Julia Samoilova. Nacida en 1828, Amacilia era hija del compositor Giovanni Pacini, un amigo de Samoilova. La madre de Amacilia murió en el parto, y Samoilova se llevó a la niña para su educación. Se suponía que Giovannina era pariente de Amacilia y también llevaba el apellido Pacini, —según algunos informes, Giovannina era sobrina de Giovanni Pacini, es decir, una prima de Amacilia, y la diferencia de edad entre ellas era de unos ocho años—. Sin embargo, el periodista Nikolai Prozhogin logró encontrar en una de las publicaciones un enlace a la escritura notarial de donación de Samoilova, en la que legó su casa a la «huérfana Giovannina Carmina Bertolotti, hija del difunto Don Gerolamo y la señora Clementina Perry, que la condesa «educó». Por lo tanto, la cuestión del origen de Giovannina requiere más investigación.
Hay otra versión mencionada en las publicaciones de los historiadores Iván Botcharov y Yulia Glushakova, según la cual la imagen de Briulov no representa a Giovannina, sino a la cantante María Malibrán (1808-1836), aficionada a la equitación. Esta versión está en manos del personal del teatro italiano La Scala, que almacena una litografía antigua que representa a La Amazona, así como una escritura de nota, de un tal I. Prado (o Pred), alegando que la pintura representa a Malibrán. En particular, esta versión fue dada en el libro del escritor y crítico musical italiano Eugenio Gara, Cantaron en La Scala (Eugenio Gara, Cantarono alla Scala: Milán, Electa Editrice, 1975). Sin embargo, los historiadores modernos del arte ruso consideran que generalmente se reconoce que la imagen de Briulov representa a las adoptadas de la condesa Samoilova, Giovannina y Amacilia.

## Comentarios y críticas
En el libro La historia de la pintura rusa en el siglo XIX, cuya primera edición se publicó en 1902, el artista y crítico Alexandre Benois dedicó dos capítulos al análisis de la obra de Briulov. Sin ocultar su actitud negativa hacia la pintura académica, Benoit escribió que «entre toda la masa de las obras de Brulov hay también  aquellas en las que su enorme talento se abrió paso». Benois atribuyó una serie de retratos a tales obras, incluyendo «brillante, de cuerpo entero, con un hermoso paisaje detrás de La amazona».

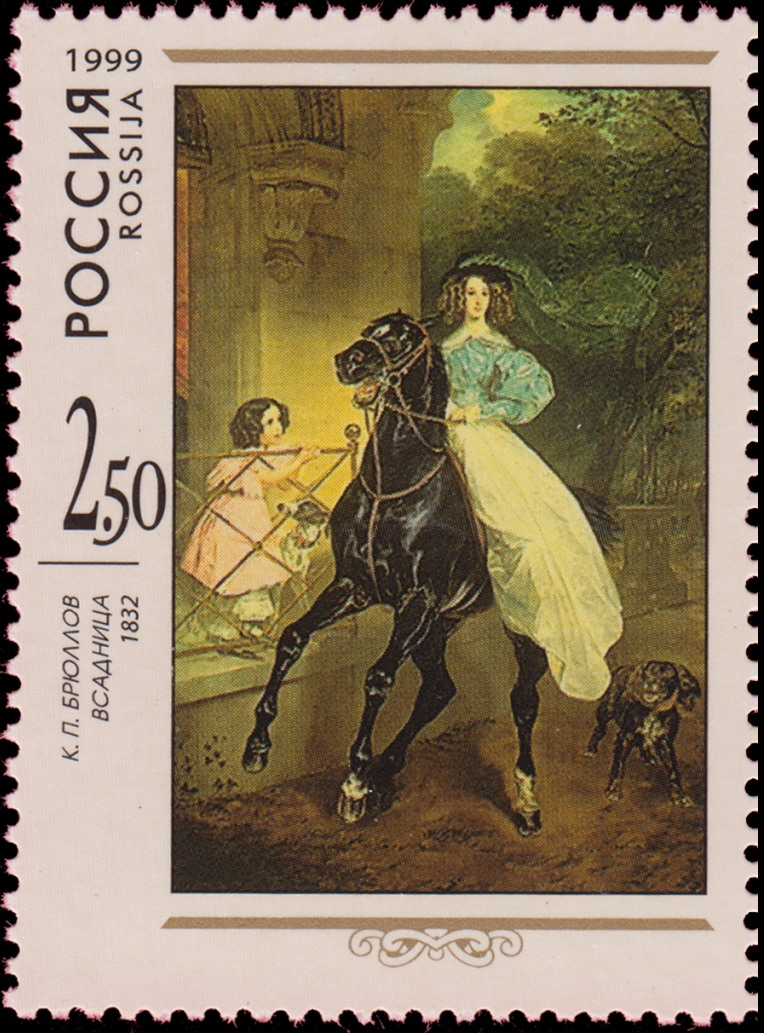
Una reproducción de la pintura La amazona en un sello de correos de Rusia del año 1999.

En la monografía Karl Briulov publicada en 1940, la crítica de arte Olga Liaskovskaïa escribió que la «famosa amazona», realizada en 1832, fue «un importante paso adelante en el éxito de las nuevas tareas establecidas por el artista». Liaskovskaïa señaló que en este trabajo «la tarea misma del artista está más allá del alcance del retrato»: busca conectar a todas las criaturas vivas representadas en el lienzo en una única acción, como en el escenario del teatro. Además, según Liaskovskaïa, «el joven artista todavía no es libre de retratar el movimiento», en particular, la ausencia de tensión en la cara de la amazona no corresponde al movimiento del caballo. Al rendir homenaje a la habilidad del artista, Liaskovskaïa señaló que «la figura es verdaderamente viva y su rostro animado son maravillosos».
En un libro publicado en 1956, Karl Briulov es un retratista, la crítica de arte Magdalena Rakova llamó a La amazona: «un ejemplo típico de una imagen de retrato», en el que todos los personajes están «unidos en una simple trama, colocados en un paisaje, rodeados por varios "amigos de cuatro patas"». Según Rakova, este trabajo de Briulov «se concibe como la apoteosis de la belleza y la juventud alegre, como la apoteosis de la serenidad de la sensación de vida», y todo esto está encerrado en dos personajes: una joven amazona y una niña.
En un libro publicado en 1978, Pintura rusa de la primera mitad del siglo XIX, la crítica de arte Marina Choumava escribió que el sello distintivo de los retratos ceremoniales de Briulov era «una combinación de representatividad y vitalidad, convencionalidad y observación precisa de la naturaleza». Según Shumova, en la pintura La amazona «la habilidad de transmitir observaciones en vivo se manifiesta en la expresión de la cara de una niña, en la tensión de un caballo inquieto, en la textura de los objetos, la ropa», pero la «silueta elegante de una amazona» resulta ser completamente estática. Comparando La amazona con el lienzo El último día de Pompeya, en el que las personas siguen siendo bellas a pesar de un desastre natural, Choumava señaló que en esta imagen «la majestuosa calma de una joven belleza la hace extraordinaria», por lo que la pintura «se convierte en la encarnación de una especie de leyenda romántica sobre una joven fabulosamente bella».